# IMAGICA GEEQ
株式会社IMAGICA GEEQ（イマジカ ジーク、英: IMAGICA GEEQ Inc.）は、東京都千代田区一番町に本社を置く日本の企業。株式会社IMAGICA GROUPの完全子会社。コンピュータエンターテインメント協会正会員。
ゲーム関連事業をグループ成長事業の柱の一つとすることを主な目的とし、2023年4月よりゲーム関連事業を担う会社として事業を開始。ゲーム関連事業のEnd to End（川上から川下まで）のサービスを国内外の数多く企業へ提供している。

## 概要
1995年10月、デジタルクリエイターに特化した人材ビジネスを主軸に、東京都千代田区に設立されたデジタルスケープに起源をもつ。現在のIMAGICA　GEEQの主なサービスはゲーム制作支援で、プロデュース、企画、開発、アート制作（3DCG、2DCG、アニメーション）、ローカライズ（字幕制作、吹替）、デバッグ・検証、プロモーション、人材派遣・紹介（派遣/派13-070304、紹介/13-ユ-070239）に至るまで幅広くサービスを提供。ゲーム業界以外の企業へも、ソフトウェアテスト、撮影・動画制作・動画分析等も提供している。
同社の QAサポート部門は、2023年11月ソフトウェアテストに関する国際的な技術者資格認定組織 ISTQB（International Software Testing Qualifications Board）のパートナープログラムにおいて、「Gold Partner」に認定された。
2024年1月に、3DCG・2DCG制作、QAサービス等の各サービスにおけるブランド名称をIMAGICA GEEQに統一。同月、グローバルなゲーム市場においてローカライズ、品質管理（QA）を中心にサービスを提供するUniversally Speaking社と業務提携を発表。。2024年2月、株式会社IMAGICA GROUPがゲームソフトの開発を手掛けるアプシィ株式会社の全株式を取得、グループ参画したことによりゲーム開発領域にも参入。
2025年1月、アプシィを吸収合併し同社事業を承継。

## 沿革
- 1995年
  - 10月 - デジタルクリエイターに特化した人材ビジネスを主軸に、資本金60百万円にて東京都千代田区に設立[3]。
- 1996年
  - 1月 - デジタルクリエイターの人材派遣業を開始。
- 1999年
  - 2月 - 東京本社にて人材紹介業を開始。
  - 10月 - 大阪支店にて人材紹介業を開始。
- 2005年
  - 2月 - 大阪証券取引所ヘラクレス市場に上場。
  - 3月 -  プライバシーマークを取得。
  - 11月 -  カルチュア・コンビニエンス・クラブ株式会社の資本参加により同グループの一員となる。
- 2006年
  - 3月 - 子会社クラフテックスを組織変更し株式会社バウハウス・エンタテインメントに商号を変更。
  - 10月 - 株式会社マルチビッツを子会社化（株式会社ミスミグループ本社より株式取得）。
- 2009年
  - 5月 - 親会社および筆頭株主の異動により株式会社イマジカ・ロボット ホールディングスの連結子会社となる。
  - 6月 - 株式の非上場化。
  - 7月 - 株式交換によりイマジカ・ロボット ホールディングスの完全子会社となる。
  - 10月 - 子会社バウハウス・エンタテインメントを合併。
- 2010年
  - 11月 - 子会社マルチビッツの株式を100％取得し完全子会社化。
- 2011年
  - 4月 - IMAGICA PDと合併、株式会社イマジカデジタルスケープに商号を変更。親会社 株式会社イマジカ・ロボット ホールディングス JASDAQ上場。
  - 6月 - コンシューマゲーム等のデバッグサービス事業を開始。
- 2016年
  - 3月 -「職業紹介優良事業者」および「優良派遣事業者」に認定。
- 2020年
  - 3月 - 新潟市中央区に「新潟テストスタジオ」（デバッグ業務）開設。
  - 7月 - バウハウス大阪スタジオ 開設。
- 2021年　
  - 4月 - 株式会社IMAGICA Lab.のゲーム・グラフィック関連事業を移管・統合し、イメージワークス事業部を設立。
- 2023年
  - 4月 -
    - ゲーム関連事業をグループ成長事業の柱の一つとすることを主な目的とし、ゲーム関連事業を担う株式会社IMAGICA GEEQとして事業開始。
    - 本店所在地を東京都千代田区に移転。
    - バウハウス東京スタジオを千代田区半蔵門に移転。
- 2023年
  - 10月 - 東京テストスタジオを新宿区新小川町に移転。
- 2024年
  - 1月 - 
    - 3DCG・2DCG制作、QAサービス等の各サービスにおけるブランド名称をIMAGICA GEEQに統一
    - 2DCGイラスト制作を千代田区半蔵門に移転。撮影・動画制作・動画分析、ビジネスプロデュース、人材紹介・派遣 東京事業所を新宿区新小川町に移転。
- 2025年
  - 1月 -
    - アプシィを吸収合併[9]。

## サービス

### ゲーム制作支援事業（ゲーム業界向け）
- プロデュース
- 企画
- 開発
- アート制作（3DCG、2DCG、アニメーション）
- ローカライズ（字幕制作、吹替）
- デバッグ・検証
- プロモーション
- 人材派遣・紹介

### ソリューション事業（ゲーム業界以外）
- ソフトウェアテスト
- 撮影・動画制作・動画分析
- 人材紹介・派遣

## 拠点
- 本社 - 東京都千代田区一番町21 一番町東急ビル3F
- 3DCG制作（旧バウハウス・エンタテインメント）（アート制作） - 
  - 東京スタジオ - 東京都千代田区一番町21 一番町東急ビル3F
  - 大阪スタジオ - 大阪府大阪市中央区今橋3-3-13 ニッセイ淀屋橋イースト13F
- QAサポート（デバッグ・検証） - 
  - 東京テストスタジオ - 東京都新宿区新小川町6-29 アクロポリス東京5F
  - 大阪テストスタジオ - 大阪府大阪市中央区南本町2-3-8 KDX南本町ビル9F
  - 新潟テストスタジオ - 新潟県新潟市中央区万代2-3-6新潟東京海上日動ビルディング2
- 2DCGイラスト制作（旧Creative Studio） - 東京都千代田区一番町21 一番町東急ビル3F
- 人材派遣・紹介 - 
  - 東京事業所 - 東京都新宿区新小川町6-29 アクロポリス東京2F
  - 大阪事業所 - 大阪府大阪市中央区南本町2-3-8 KDX南本町ビル9F
- 撮影・動画制作・動画分析（旧マルチビッツ）（撮影・動画制作・動画分析） - 
  - 東京都新宿区新小川町6-29 アクロポリス東京2F
- ビジネスプロデュース - 
  - 東京都新宿区新小川町6-29 アクロポリス東京2F

## グル－プ会社
IMAGICA GEEQは、IMAGICA GROUPのグループ会社。グル－プ会社には、ゲームソフトの開発を手掛けるアプシィ株式会社、CM・ミュージックビデオ・OOH（プロジェクションマッピングなど）をはじめとした映像コンテンツの企画・制作をおこなう株式会社ピクスや、主に映画・ドラマ・アニメーション作品などを対象としてローカライズサービスを含む映像技術サービスを提供する株式会社IMAGICAエンタテインメントメディアサービス、マーケティング（広告、プロモーション）サービスを展開する株式会社IMAGICA IRISなどが所属する。